# Judith Shklar
Judith Nisse Shklar (24 de setembre 1928, Riga - 17 de setembre 1992, Cambridge, Massachusetts), nascuda Judita Nisse (Shklar era el cognom del seu marit), va ser una filòsofa i política teòrica estatunidenca d'origen letó. Va investigar la història del pensament polític, especialment el de la Il·lustració.

## Biografia
Judith Nisse Shklar va néixer a Riga, capital de Letònia, en una família jueva de cultura alemanya. El setembre del 1939, amb l'inici de la Segona Guerra Mundial la seva família va fugir de l'estalinisme i de l'antisemitisme, circumstància que la va condemnar a una joventut errant. Va viure com a exiliada a Noruega i posteriorment al Japó. Poc després de l'atac japonès a Pearl Harbour la família va viatjar als Estats Units, a Seattle, i els van tancar en un centre per a immigrants il·legals perquè provenien del Japó i no tenien la nacionalitat estatunidenca. Gràcies a contactes que el seu pare, banquer internacional, tenia a Nova York, en van poder sortir i instal·lar-se a Montreal (Canadà) on ella va estudiar a la Universitat McGill. Després de doctorar-se a la Universitat Harvard, i d'una vida acadèmica força irregular (fins al 1970 no va tenir una plaça fixa a Harvard), Shklar esdevingué la primera dona catedràtica del Departament de Ciència Política d'aquella Universitat. El 1990 esdevingué també la primera dona presidenta de l'Associació Americana de Ciència Política. Es va enfrontar a Hannah Arendt per la versió idealitzada que Arendt donava de la revolució americana, que passava per alt el paper de l'esclavatge i de la qüestió social.

## Idees bàsiques
La seva filosofia política deriva d'una manera molt genèrica de la tesi de la llibertat negativa, però no es limita a fer-se ressò de les tesis de Isaiah Berlin. L'organització política té com a objecte evitar el mal i l'abús de poder més que construir el bé. La funció del poder estatal consisteix a garantir a tothom una protecció que permeti l'exercici de la llibertat personal. En la tradició liberal considera que un Estat ha de ser just, però que la felicitat és una qüestió privada de cadascú, en què cap instància política pot interferir.
Les seves idees centrals són bàsicament dues: la crueltat és el pitjor mal o el vici suprem en política (tesi del seu llibre El liberalisme de la por (1989) i els governs són propensos a abusar de les desigualtats inevitables en el poder que resulten de l'organització política. Sobre la base d'ambdues tesis va defensar la democràcia liberal com la millor forma de protegir la gent dels abusos del poder, posant restriccions al govern i dispersant el poder entre una multiplicitat de grups actius. Si el liberalisme ha d'estar amatent a contenir les desigualtats socials no és perquè defensi cap igualitarisme sinó per evitar caure en l'opressió que degrada.

## Obres
- After Utopia: The Decline of Political Faith (1957)
- Legalism: Law, Morals, and Political Trials. Harvard: Harvard University Press 1964, ISBN 0-674-52351-2.
- Men and Citizens: A Study of Rousseau's Social Theory. 1969. Reimpressió: Cambridge: Cambridge University Press, 1987. ISBN 0-521-31640-5.
- Freedom and Independence: A Study of the Political Ideas of Hegel's Phenomenology of Mind. Cambridge: Cambridge University Press, 1976. ISBN 0-521-21025-9.
- Ordinary Vices. Belknap Press, Cambridge, Mass. ISBN 0-674-64175-2 (1984)
- Montesquieu. Oxford: Oxford University Press, 1987. ISBN 0-19-287649-X.
- The Liberalism of Fear in: Nancy L. Rosenblum, Liberalism and the Moral Life, Cambridge/Londres, pp. 21-38 i 255-256 (1989)
- The Faces of Injustice. Yale University Press, New Haven, ISBN 0-300-05670-2 (1990)
- American Citizenship: The Quest for Inclusion. Nachdruck: Harvard University Press, Cambridge, Mass. (u.a.) ISBN 0-674-02216-5 (1991)
- Political Thought and Political Thinkers, ed. Stanley Hoffmann. Chicago: University of Chicago Press, 1998. ISBN 0-226-75346-8.
- Redeeming American Political Thought, ed. Stanley Hoffmann. Chicago: University of Chicago Press, 1998. ISBN 0-226-75348-4.